# Полковник Дінар
Полковник Дінар (фр. Colonel Dinar), сценічне ім'я Абдельсалам Махамат (араб. عبد السلام محمد; 1987, Нджамена — 18 лютого 2020, Куссері) — чадський комік.

## Біографія
Друга дитина в сім'ї, Дінар покинув школу після того, як відкрив у собі комедійний талант. Він почав займатися театральним мистецтвом і взяв участь у своїй першій постановці у 2008 році. Його перший великий виступ на сцені відбувся у Французькому інституті Чаду у 2012 році. Потім він взяв участь у комедійних шоу, таких як «Africa stand up» та «Parlement du rire». Він часто грав карикатуру націоналістичного полковника.
18 лютого 2020 року полковник Дінар отримав смертельні ножові поранення в голову і груди під час пограбування, коли повертався до Чаду з концерту в Камеруні. Двоє чоловіків намагалися вкрасти його мобільний телефон. Його поховали 19 лютого 2020 року в «Cimetière de Lamadji» в Нджамені.